# Nilus (Schriftenreihe)
Nilus. Studien zur Kultur Ägyptens und des Vorderen Orients (zeitweise auch mit dem Untertitel Studien zum Orient und zu Ägypten) sind eine Schriftenreihe des Papyrusmuseums der Österreichischen Nationalbibliothek in Wien.
In der Reihe Nilus werden vorrangig die Ausstellungskataloge der jährlichen Sonderausstellungen des Papyrusmuseums veröffentlicht. Vor allem in den Anfangsjahren gab es auch noch ein paar Bände, die keine Ausstellungen des Museums präsentierten. Zunächst erschienen sie im Wiener ÖVG-Verlag, seit Band 5 (2002) im Wiener Phoibos Verlag. Die Sprache ist bis auf wenige Ausnahmen, abgesehen von den Inhalten der Papyri, Deutsch. Zu Beginn der Reihe gab es noch einige wenige monografische Hefte, seitdem haben die einzelnen Bände einen oder mehrere Herausgeberinnen und Herausgeber. Herausgeber sind meist der Direktor oder die Direktorin der Papyrussammlung, die Kustodin oder der Kustos des Papyrusmuseums oder beide gemeinsam. Gelegentlich werden sie auch durch weitere Fachleute ergänzt oder ersetzt. Die Reihe ist nach dem lateinischen Namen für den Nil und die ihn personifizierende Gottheit Nilus benannt.
1. 1998 – William M. Brashear: Wednesday’s child is full of woe. Or: The seven deadly sins and some more too! (Another Apotelesmatikon: P. Med. inv. 71.58). ISBN 3-7067-0008-5.
2. 1998 – Ulrike Horak: Europa und der Stier. Ein Orbiculus mit der Darstellung der Europa. ISBN 3-214-00092-6.
3. 1999 – Jutta Henner, Hans Förster und Ulrike Horak: Christliches mit Feder und Faden. Christliches in Texten, Textilien und Alltagsgegenständen aus Ägypten. Katalog zur Sonderausstellung im Papyrusmuseum der Österreichischen Nationalbibliothek aus Anlaß des 14. Internationalen Kongresses für Christliche Archäologie. ISBN 3-7067-0010-7.
4. 1999 – Alexandra-Kyriaki Wassiliou (Herausgeberin): Siegel und Papyri. Das Siegelwesen in Ägypten von römischer bis in früharabische Zeit. Katalog zur Sonderausstellung des Papyrusmuseums der Österreichischen Nationalbibliothek in Zusammenarbeit mit der Österreichischen Akademie der Wissenschaften/Kommission für Byzantinistik, 20. 9.–31. 12.1999. ISBN 3-7067-0011-5.
5. 2002 – Rudolf Maurer, Elfriede Haslauer, Michaela Zavadil, Ulrike Horak: Hauptsache: Eine Mumie im Wohnzimmer. Ägypten, Zypern, griechisch-römische Antike und die Sammlerleidenschaft im 19. Jahrhundert. Katalog der Antiken des Rollettmuseums in Baden. ISBN 3-901232-32-X.
6. 2002 – Christian Gastgeber, Hermann Harrauer (Herausgeber): Vom Griffel zum Kultobjekt. 3000 Jahre Geschichte des Schreibgerätes. ISBN 3-901232-35-4.
7. 2003 – Harald Froschauer (Herausgeber): Ein Buch verändert die Welt. Älteste Zeugnisse der Heiligen Schrift aus der Zeit des frühen Christentums in Ägypten. ISBN 3-901232-36-2.
8. 2003 – Harald Froschauer (Herausgeber): Tod am Nil. Tod und Totenkult im antiken Ägypten. Mit einem Beitrag zum Totenlied und Totenbrauch in Österreich. ISBN 3-901232-41-9.
9. 2004 – Harald Froschauer und Hermann Harrauer (Herausgeber): „... und will schön sein“. Schmuck und Kosmetik im spätantiken Ägypten. ISBN 3-901232-47-8.
10. 2004 – Harald Froschauer und Hermann Harrauer (Herausgeber): Spiel am Nil. Unterhaltung im Alten Ägypten. ISBN 3-901232-57-5.
11. 2005 – Harald Froschauer und Hermann Harrauer (Herausgeber): Emanzipation am Nil. Frauenleben und Frauenrecht in den Papyri. ISBN 3-901232-59-1.
12. 2006 – Harald Froschauer und Cornelia Römer (Herausgeber): Mit den Griechen zu Tisch in Ägypten. ISBN 978-3-901232-76-3.
13. 2007 – Harald Froschauer und Cornelia Römer (Herausgeber): Zwischen Magie und Wissenschaft. Ärzte und Heilkunst in den Papyri aus Ägypten. ISBN 978-3-901232-81-7 [2., korrigierte Auflage 2009, ISBN 978-3-85161-011-6].
14. 2009 – Harald Froschauer und Cornelia Römer (Herausgeber): Spätantike Bibliotheken. Leben und Lesen in den frühen Klöstern Ägyptens. ISBN 978-3-901232-99-2 [2., korrigierte Auflage 2009, ISBN 978-3-85161-012-3].
15. 2009 – Lejla Demiri und Cornelia Römer (Herausgeberinnen): Texts from the Early Islamic Period of Egypt. Muslims and Christians at their First Encounter. Arabic Papyri from the Erzherzog Rainer Collection, Austrian National Library, Vienna. ISBN 978-3-85161-013-0 (englisch und arabisch).
16. 2009 – Cornelia Römer (Herausgeberin): Das Phänomen Homer in Papyri, Handschriften und Drucken. ISBN 978-3-85161-014-7.
17. 2010 – Claudia Kreuzsaler (Herausgeberin): Stimmen aus dem Wüstensand. Briefkultur im griechisch-römischen Ägypten. ISBN 978-3-85161-032-1.
18. 2011 – Bernhard Palme (Herausgeber): Die Legionäre des Kaisers. Soldatenleben im römischen Ägypten. ISBN 978-3-85161-052-9.
19. 2012 – Bernhard Palme, Angelika Zdiarsky (Herausgeber): Gewebte Geschichte. Stoffe und Papyri aus dem spätantiken Ägypten. ISBN 978-3-85161-067-3.
20. 2013 – Angelika Zdiarsky (Herausgeberin): Wege zur Unsterblichkeit. Altägyptischer Totenkult und Jenseitsglaube. ISBN 978-3-85161-097-0.
21. 2014 – Armin Lange, Bernhard Palme (Herausgeber): Kinder Abrahams. Die Bibel im Judentum, Christentum und Islam. ISBN 978-3-85161-070-3.
22. 2015 – Angelika Zdiarsky (Herausgeberin): Orakelsprüche, Magie und Horoskope. Wie Ägypten in die Zukunft sah. ISBN 978-3-85161-135-9.
23. 2016 – Bernhard Palme (Herausgeber): Hieroglyphen und Alphabete. 2500 Jahre Unterricht im alten Ägypten. ISBN 978-3-85161-152-6.
24. 2017 – Daniela Mairhofer, Bernhard Palme, Danuta Shanzer (Herausgeber): Handschriften und Papyri. Wege des Wissens. ISBN 978-3-85161-169-4.
25. 2019 – Bernhard Palme, Angelika Zdiarsky (Herausgeber): In vino veritas. Wein im alten Ägypten. ISBN 978-3-85161-211-0.
26. 2022 – Bernhard Palme (Herausgeber): Halbmond über dem Nil. Wie aus dem byzantinischen das arabische Ägypten wurde. ISBN 978-3-85161-275-2.
27. 2023 – Bernhard Palme, Angelika Zdiarsky (Herausgeber): Ein Geschenk des Nils. Die Macht des Wassers im Alten Ägypten. ISBN 978-3-85161-295-0.
28. 2024 – Angelika Zdiarsky (Herausgeberin): Göttlich und gegessen. Die ambivalente Beziehung von Mensch und Tier im Land am Nil. ISBN 978-3-85161-310-0.